# Meata
Meata Zabka, 1985 è un genere di ragni appartenente alla Famiglia Salticidae.

## Caratteristiche
Tutte e tre le specie sono note solo in base al ritrovamento di esemplari femminili.
Gli esemplari di M. typica rinvenuti in Vietnam misurano 4 millimetri in lunghezza ed hanno un cefalotorace di color marrone-arancio, più scuro intorno agli occhi e ricoperto da numerosi peli di colore bianco. L'opistosoma è grigio chiaro con macchie scure sui fianchi e sulla parte posteriore; le zampe sono di color giallo-arancio.

## Distribuzione
Le tre specie oggi note di questo genere sono state rinvenute in Vietnam, in Cina e sull'isola di Bali.

## Tassonomia
A giugno 2011, si compone di tre specie:
- Meata fungiformis Xiao & Yin, 1991 — Cina
- Meata typica Zabka, 1985[3] — Vietnam
- Meata zabkai Prószynski & Deeleman-Reinhold, 2010 — Bali